# Eufemia
Eufemia är ett grekiskt kvinnonamn sammansatt av orden ev som betyder väl och feme som betyder ord eller rykte. Namnet har funnits i Sverige sedan 1300-talet.
Den 31 december 2014 fanns det totalt 207 kvinnor folkbokförda i Sverige med namnet Eufemia, varav 19 bar det som tilltalsnamn.
Namnsdag: saknas (fram till 1993: 16 september)

## Personer med namnet Eufemia
- Eufemia, bystantinsk kejsarinna
- Eufemia, norsk drottning
- Eufemia av Chalcedon, katolskt helgon
- Eufemia av Kiev, ungersk drottning
- Eufemia av Pommern, dansk drottning, maka till  Kristofer II av Danmark
- Eufemia av Sicilien, siciliansk regent
- Eufemia Eriksdotter, svensk prinsessa och mecklenburgsk furstinna, syster till kung Magnus Eriksson
- Eufemia de Ross, skotsk drottning